# Bandō Tamasaburō V
Bando Tamasaburo V (五代目 坂東 玉三郎 Godaime Bandō Tamasaburō?) (1950) es un actor de kabuki y el más popular y celebrado onnagata (un actor que se especializa en personajes femeninos) activo en el escenario. También ha actuado en varias películas.
Nacido en 1950, Shin'ichi Morita fue adoptado actoralmente por Morita Kan'ya XIV e hizo su primer debut en escena a la edad de siete años con el nombre de Bando Kinoji. En un shūmei (ceremonia de adopción de nombre artístico) en 1964 se convirtió en el quinto en tomar el nombre de Bando Tamasaburo, siendo su padre artístico el cuarto.
Como todos los actores de kabuki, Tamasaburo ha dedicado su vida al teatro desde una edad muy temprana. Para el año 1975, cuando Morita Kan'ya XIV murió, Tamasaburo ya había actuado en incontables obras, muchas de ellas al lado de su padre artístico, así como otros actores dignos de mención como Ichikawa Danjūrō XII. Desde entonces, continuó actuando no solo en numerosas obras en el teatro Kabuki-za en Tokio sino en muchos otros escenarios. Participó de una gira a Estados Unidos en 1985, actuando en la Metropolitan Opera House de Nueva York, el Centro John F. Kennedy para las Artes Escénicas en Washington D. C., así como en Los Ángeles; al año siguiente actuó en París.
En 1993, dirigió la película El anhelo (Yume no onna), la cual participó en el 43.º Festival de Cine Internacional de Berlín.
Baku Yumemakura escribió la letra de su producción de baile Yokihi, la cual se basa en la figura histórica china de la princesa Yang Kwei Fei. En 1993, Baku Yumemakura escribió también especialmente para kabuki la obra Sangoku denrai genjyou banashi. Tanto Yokihi como Sangoku denrai genjyou banashi se produjeron en el teatro Kabuki-za.
Tamasaburo también ha aparecido en varias películas así como en producciones de baile especial como BESETO en 2001, la cual celebra las tradiciones teatrales de China, Corea y Japón. En 1996 colaboró con Yo-Yo Ma y actuó en la sala Suntory en Tokio, bailando dramáticamente al ritmo de la Suite n.º 5 para violonchelo sin acompañante de Johann Sebastian Bach. Dirigió el grupo de tambores de taiko Kodo en la gira especial de 2003 Una tierra, así como otras actuaciones con esos tambores en 2006 como parte de la celebración del 25 aniversario del grupo Kodo.